# پولا (شهر اتریش)
پولا (به آلمانی: Pölla) یک منطقهٔ مسکونی در اتریش است که در ناحیه تسوتل واقع شده‌است. پولا ۱۰۴٫۵۱ کیلومتر مربع مساحت دارد ۴۷۵ متر بالاتر از سطح دریا واقع شده‌است.